# Kameanobrid, Iavoriv
Kameanobrid (în ucraineană Кам'янобрід) este o comună în raionul Iavoriv, regiunea Liov, Ucraina, formată numai din satul de reședință.

## Demografie
Componența lingvistică a comunei Kameanobrid
     Ucraineană (99,49%)
     Alte limbi (0,5%)
Conform recensământului din 2001, majoritatea populației comunei Kameanobrid era vorbitoare de ucraineană (99,49%), existând în minoritate și vorbitori de alte limbi.